# 山姆·迪迪埃

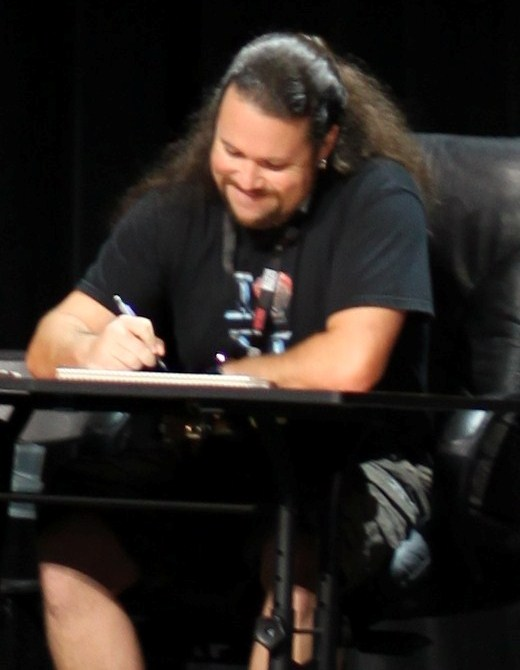
山姆·迪迪埃的相關圖片

山姆·迪迪埃（英語：Sam Didier，1971年—），外号山姆卫斯，为暴雪娱乐的艺术总监，出生于美国加利福尼亚州。他参与魔兽争霸、星际争霸和暗黑破坏神系列的创作。他是《星际争霸II》的资深艺术总监。他的艺术风格影响暴雪的游戏。
他曾负责魔兽争霸系列中熊猫种族的创作。在《魔兽争霸III》中，他的名字出现在圣骑士的书中，游戏的地图编辑器中一个未使用的图标和两个模型出现了他的脸。